# Дзьоб

Дзьоб — орган птахів, утворений беззубими щелепами, покритими роговим чохлом — рамфотекою.

## Назва
Укр. дзьоб походить з пол. dziob, dziub, що виникло у XVIII ст. як вторинний дериват од dziobać (<dziubać), де о, як і в чеськ. ďobati «дзьобати», з'явилося внаслідок зближення з фонетично та семантично схожим zobać «їсти, дзьобати» (XV—XVIII ст.)

## Функції
Функції дзьоба досить різноманітні, що відзеркалюється на різноманітті його форм. Слугує для захоплення здобичі, її розчленовування, для дотику, нападу і захисту, пересування, для довбання, риття, зондування ґрунту, а також для складних дій, пов'язаних з доглядом за оперенням і побудовою кубла та ін.

## Форма
Найбільшою мірою форма дзьоба обумовлена характером харчової спеціалізації. У багатьох птахів основа верхньої частини дзьоба (наддзьобок) покрита восковицею. У птахів, що не мають восковиці, проксимальний відділ рамфотеки наддзьобка, поступово потоншуючись, переходить в шкірний покрив лобової частини черепа. У ембріонів птахів на вершині наддзьобка утворюється яйцевий зуб.
Різноманітність функцій дзьоба почасти забезпечується рухливістю наддзьобка, що здійснюється за рахунок кінетізму черепа. Рухи наддзьобка й нижньої частини дзьоба — піддзьобка — координуються диференційованою системою жувальних м'язів.
На внутрішніх краях дзьобів деяких викопних птахів (гесперорнісоподібних) були зуби. Крім птахів, дзьобоподібні утворення є у деяких ссавців (однопрохідні), черепах, двозябрових головоногих молюсків, а також були у птерозаврів. У археоптерикса, який вважається першим птахом, дзьоб був відсутній.